# Live at the Isle of Fehmarn
Live at the Isle of Fehmarn è un album discografico dal vivo del gruppo rock Jimi Hendrix Experience, pubblicato postumo il 13 dicembre 2005 dalla Dagger Records.

## Il disco
L'album documenta l'esibizione della band all'Open Air Love & Peace Festival dell'Isola di Fehmarn, Germania, il 6 settembre 1970: l'ultimo concerto di Jimi Hendrix. Nella prima stampa un esiguo numero di copie fu distribuito con un difetto di fabbrica circa la velocità di riproduzione.

### Il concerto
Hendrix e la formazione "MK II" degli Experience (con Billy Cox al basso e Mitch Mitchell alla batteria) avrebbero dovuto suonare il 5 settembre, ma causa le forti piogge e il vento, l'esibizione venne rimandata al giorno successivo.
Jimi disse a un reporter presente al festival: «Suonerò domani. Domani a mezzogiorno. Non debbo farlo per forza, ma voglio. I fan sono fuori nella polvere, devo suonare per loro. Sono venuti per me. [altrimenti] Avrei avuto dei rimorsi di coscienza... »
Non esistono prove certe della voce secondo la quale un addetto al palco di nome "Rocky" sia stato ferito alla gamba da un colpo di pistola. Ma gli Hells Angels causarono comunque diversi problemi di ordine pubblico. Due settimane dopo, Hendrix fu rinvenuto cadavere a Londra.
Varie registrazioni amatoriali del concerto di Hendrix a Fehmarn (ultimo concerto ufficiale) finirono per essere riversate su bootleg nel corso degli anni, ma solo quando venne scoperta una "nuova" fonte (un nastro registrato dal palco con un microfono piazzato nella grancassa della batteria) audio, si rese possibile la pubblicazione "ufficiale" dell'album su etichetta Dagger.

## Tracce
Tutti i brani sono opera di Jimi Hendrix, tranne dove indicato diversamente.
1. "Introduction" - 0:44
2. Killing Floor (Chester Arthur Burnett) - 4:18
3. Spanish Castle Magic - 5:42
4. All Along the Watchtower (Bob Dylan) - 4:57
5. Hey Joe (Billy Roberts) - 4:42
6. Hey Baby (New Rising Sun) - 6:22
7. Message to Love - 5:27
8. Foxy Lady - 4:27
9. Red House - 10:49
10. Ezy Ryder - 3:51
11. Freedom - 4:51
12. Room Full of Mirrors - 3:57
13. Purple Haze - 3:16
14. Voodoo Child (Slight Return) - 7:13

## Formazione
- Jimi Hendrix - chitarra elettrica, voce
- Mitch Mitchell - batteria
- Billy Cox - basso, cori